# Cessna 750 Citation X
«Cessna 750 Citation X» (рус. «Сессна-750 Сайтейшен X) — турбовентиляторный двухмоторный дальнемагистральный средний административный самолёт, разработанный компанией Cessna Aircraft Company. 
В настоящее время самолёт является самым быстрым гражданским и деловым судном. Максимальная скорость - 993 км/ч (0,935 М).
Производится в Уичито, Канзас.

## Разработка
Cessna 750 — отдельное семейство самолётов из шести, выпускаемых под брендом Citation.
Citation X основана на более ранних Citation III, VI и VII, но вместе с тем имеет ряд существенных отличий: новый профиль крыла, двигатели, «стеклянная кабина».

## Конструкция
Аэродинамическая схема: двухмоторный турбовентиляторный низкоплан со стреловидным крылом, Т-образным оперением и задним расположением двигателей.
В зависимости от компоновки, салон Citation X вмещает от 8 до 11 пассажиров. Интерьер каждого Citation X уникален, он создается индивидуально, в соответствии с требованиями владельца. Салон оборудован с максимальным комфортом, чтобы сделать каждый полет приятным и продуктивным. На борту пассажиры могут полноценно работать, проводить совещания и переговоры. Для полноценного отдыха каждая пара кресел, расположенных друг напротив друга, трансформируется в спальное место. 
Самолет оснащен спутниковым телефоном, доступом в Интернет, системой Airshow, предоставляющей информацию о полете в режиме реального времени, стереосистемой, ЖК-мониторами возле каждого кресла и CD/DVD-проигрывателем. Вместительное багажное отделение находится в хвостовой части самолета и изолировано от салона.

## Эксплуатанты
Воздушное судно эксплуатируется как частными лицами, так и компаниями, в том числе операторами чартерных компаний.

## Потери самолётов
По состоянию на 13 мая 2020 года были потеряны три самолёта Cessna 750 Citation X. В катастрофах погибло 5 человек.
| Дата       | Бортовой номер | Место катастрофы | Жертвы | Краткое описание                                          |
| ---------- | -------------- | ---------------- | ------ | --------------------------------------------------------- |
| 29.05.2008 | N369B          | аэропорт Карни   | 0/0    | Уничтожен во время торнадо.                               |
| 01.03.2012 | N288CX         | Эгельсбах        | 5/5    | При заходе на посадку зацепил деревья, упал и загорелся.  |
| 27.08.2016 | н.д.           | Толука-де-Лердо  | 0/2    | Выкатился за пределы ВПП и получил серьёзные повреждения. |

## Модификации
- Cessna Citation X+ (именно Citation X+ является самым быстрым в мире бизнес-джетом с кросс-континентальной дальностью полёта — 978 км/ч)
- Citation Longitude (новой модели семейства Citation, которая аналогична по вместимости и максимальной дальности полёта; максимальная скорость на 96 км/ч меньше)

## Технические характеристики[4]
- Экипаж: 2 человека
- Пассажировместимость: 8-12 человек
- Длина: 22,0 м
- Размах крыла: 19,4 м
- Высота: 5,8 м
- Площадь крыла: 50 м²
- Масса пустого: 9843 кг
- Полезная нагрузка 6486 кг
- Максимальная взлётная масса: 16 375 кг
- Масса топлива: 6056 кг
- Двигатели: 2× ТРДД Rolls-Royce/Allison AE 3007C1
- Тяга: 2×30,09 кН

Лётные характеристики
- Максимальная скорость: 993 км/ч
- Крейсерская скорость: 978 км/ч
- Практическая дальность: 6020 км
- Практический потолок: 15 545 м
- Скороподъёмность: 18,6 м/с
- Нагрузка на крыло: 3,3 кПа